# عبد الله بن سعود بن عبد العزيز بن عبد الرحمن آل سعود
 الأمير عبد الله بن سعود بن عبد العزيز آل سعود ، هو الابن الرابع من انجال الملك سعود، ولد في مدينة الرياض عام 1339 هـ نشأ تحت رعاية والده ولي العهد وابتدا دراسته مع أخوته في مدرسة ولي العهد في قصر والدهم وتحت رعايته والتي أصبحت معهد الانجال فيما بعد. وحفظه والده القرآن الكريم وعلمه القراءة والكتابة وفي عام 1358 هـ للهجرة تخرج من الثانوية العامة والتحق بجامعة كالفورنيا وتخرج منها عام 1363هـ.

## مناصبه
- عاد إلى المملكة العربية السعودية، ثم عينه والده وزيرا للمعارف وبقي فيها حتى عام 1373 هـ عندما تولى الأمير فهد بن عبد العزيز آل سعود هذه المنصب بدله
- أمير البساتين والمزارع الملكية، فتركها في 27\4\1375هـ الموافق 12\12\1955م
- أمير منطقة مكة المكرمة في 5\5\1375هـ الموافق 20\12\1955م، فعل إنجازات بصيمة عند توليه هذا المنصب ولم يغادر المنطقة إلا مرات قليلة، وترك هذه المنصب في 10\7\1381هـ الموافق 18\12\1961م،
- عينه الأمير خالد بن عبد العزيز سفير المملكة لدى إسبانيا وبقي في هذه المنصب حتى 21\10\1417هـ الموافق 1\3\1997م.

## صفاته
كان رحمة واسعة متواضعا، وكريما، ومتسامحا، وكان أيضا يعطف على الفقراء جدا، وبعض المؤرخين يقولون قد يكون من أفضل أبناء الملك سعود.

## وفاته
توفي الأمير عبد الله بن سعود بن عبد العزيز آل سعود في 9 جمادى الأولى 1418 هـ الموافق 11 أكتوبر 1997م عن عمر يناهز 73عاما والأمير سلطان بن عبد العزيز آل سعود حضر الصلاة بصعوبة رغم أنه مريض وتم دفنه في مقبرة العود في الرياض.

## أسرته
زوجته
الأميرة وضحى بنت عبدالعزيز الدويش .

## أبناؤه
- الأمير عبد العزيز بن عبد الله. متزوج من الأميرة أمل بنت فيصل بن سعود بن عبد العزيز آل سعود، وله من الأبناء الأمير سعود، الأمير خالد، الأميرة نورة متزوجة من الأمير نايف بن فهد بن محمد بن سعود الكبير[1] ، الأميرة مضاوي متزوجة من الأمير محمد بن فيصل بن سلطان بن عبد العزيز آل سعود، والأميرة جواهر متزوجة من الأمير سعود بن خالد بن طلال بن عبدالعزيز آل سعود .
- الأمير فيصل بن عبد الله. كان متزوج من الأميرة سارة بنت سعد بن عبد الله بن سعد السديري ابنة الأميرة صيتة بنت عبدالمحسن بن عبدالعزيز آل سعود وله من الأبناء الأمير محمد، الأمير عبد المحسن، والأميرة صيته، ومتزوج من الأميرة سارة بنت مترك القحطاني وله من الأبناء الأمير عبد الله، الأمير نواف، الأمير عبد العزيز، الأميرة فريال، الأميرة نورة، والأميرة مها.
- الأمير نايف بن عبد الله. متزوج من الأميرة موضي السديري وله من الأبناء الأمير فهد، الأميرة سارة، الأميرة غدير، والأميرة نورة، ومتزوج من الأميرة وضحى المنيخير وله من الأبناء الأمير سعود، الأميرة آية، الأميرة العنود (متزوجة من الأمير بدر بن عبدالله بن عبدالعزيز آل سعود ولها من البنات الأميرة هيفاء) ، والأميرة مايا، ومتزوج من الأميرة اروى بنت فهد بن عبدالله بن محمد بن سعود الكبير . إحدى كريماته تزوجت من الأمير فواز بن نواف الشعلان .
- الأمير نهار بن عبد الله. متزوج وله الأمير فيصل، ومتزوج من الأميرة غادة بنت حسين العساف وله من الأبناء الأمير سلطان، الأمير سعود، الأمير محمد، الأميرة ريما، الأميرة نجلاء، الأميرة الجوهرة، والأميرة لولوة، ومتزوج من الأميرة مها بنت سعد بن عبد الله بن سعد السديري وله من الأبناء الأمير عبد العزيز، الأمير عبد الله، الأمير عبد المحسن، والأميرة صيته، ومتزوج من الأميرة نوره بنت عواض بن سهو العتيبي وله من الأبناء الأمير أحمد.
- الأمير نواف بن عبد الله. متزوج من الأميرة نورة بنت محمد بن سعود بن عبد العزيز آل سعود وله من الأبناء الأمير عبد العزيز، ومتزوج من الأميرة عهود بنت عبدالمحسن بن سعود بن عبد العزيز آل سعود وله من الأبناء الأمير عبد المحسن، والأمير خالد والأمير تركي، والأميرة سارة، ومتزوج وله من الأبناء الأميرة مشاعل، الأميرة لولوة، الأمير مشعل، الأميرة سارة، والأميرة موضي، تزوجت احدى كريماته من نواف بن فيحان بن فيصل المنديل بتاريخ 2013/04/26.[2]
- الأمير متعب بن عبد الله. متزوج من الأميرة العنود العريعر وله من الأبناء الأمير بندر، والأمير سعود.
- الأمير خالد بن عبد الله. متزوج من الأميرة نوف آل سعود وله من الأبناء الأمير فيصل، الأميرة نورة، الأميرة سارة، والأميرة دينا.
- الأميرة جهير بنت عبد الله.
- الأميرة عبير بنت عبد الله.
- الأميرة غدير بنت عبد الله.
- الأمير محمد بن عبد الله. متزوج من الأميرة ريم بنت فيصل بن سعود بن عبد العزيز آل سعود وله من الأبناء الأمير فيصل (توفي يوم الأحد 1435/02/19 هـ عن عمر يناهز 26 عامًا)[3]، الأميرة فريال، والأميرة دانيا، ومتزوج من الأميرة فضة بنت محمد بن سعد المطلق وله من البنات الأميرة غدير.
- الأميرة دانيا بنت عبد الله.
- الأمير سعود بن عبد الله متزوج من الأميرة فوزية بنت فواز بن سعود آل سعود وله من الأبناء الأمير عبدالله ، الأميرة علياء ، الأميرة الجوهرة .
- الأميرة دينا بنت عبد الله.
- الامير سلطان بن عبدالله وله من الأبناء الأميرة الجوهرة ، الامير نواف ، الامير عبدالله.
- الاميرة نايفة بنت عبدالله.